# Eintracht Frankfurt 1971-1972
Questa voce raccoglie le informazioni riguardanti l'Eintracht Frankfurt nelle competizioni ufficiali della stagione 1971-1972.

## Stagione
Nella stagione 1971-1972 l'Eintracht Francoforte, allenato da Erich Ribbeck, concluse il campionato di Bundesliga al 5º posto. In Coppa di Germania l'Eintracht Francoforte fu eliminato agli ottavi di finale dal Borussia M'gladbach.

## Rosa
| N. |                     | Ruolo | Calciatore        |
| -- | ------------------- | ----- | ----------------- |
|    | Germania (bandiera) | P     | Siegbert Feghelm  |
|    | Germania (bandiera) | P     | Peter Kunter      |
|    | Germania (bandiera) | P     | Dieter Rudolf     |
|    | Germania (bandiera) | D     | Friedhelm Aust    |
|    | Germania (bandiera) | D     | Friedel Lutz      |
|    | Germania (bandiera) | D     | Peter Reichel     |
|    | Germania (bandiera) | D     | Kurt Ritter       |
|    | Germania (bandiera) | D     | Lothar Schämer    |
|    | Germania (bandiera) | D     | Klaus-Peter Stahl |
|    | Germania (bandiera) | D     | Gert Trinklein    |
|    | Germania (bandiera) | D     | Karl-Heinz Wirth  |
|    | Germania (bandiera) | C     | Jürgen Kalb       |

| N. |                     | Ruolo | Calciatore        |
| -- | ------------------- | ----- | ----------------- |
|    | Germania (bandiera) | C     | Wolfgang Kraus    |
|    | Germania (bandiera) | C     | Thomas Rohrbach   |
|    | Germania (bandiera) | C     | Dieter Ungewitter |
|    | Germania (bandiera) | A     | Manfred Diehl     |
|    | Germania (bandiera) | A     | Jürgen Grabowski  |
|    | Germania (bandiera) | A     | Horst Heese       |
|    | Germania (bandiera) | A     | Werner Hofmann    |
|    | Germania (bandiera) | A     | Bernd Hölzenbein  |
|    | Turchia (bandiera)  | A     | Ender Konca       |
|    | Germania (bandiera) | A     | Bernd Nickel      |
|    | Austria (bandiera)  | A     | Thomas Parits     |
|    | Germania (bandiera) | A     | Roland Weidle     |

## Organigramma societario
Area tecnica
- Allenatore: Erich Ribbeck
- Allenatore in seconda:
- Preparatore dei portieri:
- Preparatori atletici:

## Calciomercato

### Sessione estiva
| Acquisti | Acquisti          | Acquisti                  | Acquisti |
| R.       | Nome              | da                        | Modalità |
| -------- | ----------------- | ------------------------- | -------- |
| A        | Manfred Diehl     | Darmstadt                 |          |
| A        | Ender Konca       | Eskişehirspor             |          |
| C        | Wolfgang Kraus    | Eintracht Francoforte U19 |          |
| A        | Thomas Parits     | Colonia                   |          |
| D        | Kurt Ritter       | Hannover 96               |          |
| C        | Dieter Ungewitter | Heilbronn                 |          |
| A        | Roland Weidle     | Stoccarda                 |          |

| Cessioni | Cessioni       | Cessioni             | Cessioni |
| R.       | Nome           | a                    | Modalità |
| -------- | -------------- | -------------------- | -------- |
| C        | Hans Lindemann | Darmstadt            |          |
| A        | Jürgen Papies  | Borussia Neunkirchen |          |
| A        | Walter Wagner  | Reutlingen           |          |
| C        | Joachim Weber  | Darmstadt            |          |
| D        | Manfred Wirth  | Darmstadt            |          |

## Risultati

### Bundesliga

#### Girone di andata
| Arbitro: | Weyland |

|                                                    |           |                |
| Seeler 15’, 68’ Bjørnmose 58’ Nogly 72’ Zaczyk 77’ | Marcatori | 52’ Hölzenbein |

| Arbitro: | Dittmer |

|                         |           |                   |
| Nickel 3’ Grabowski 12’ | Marcatori | 36’ Rupp 84’ Löhr |

| Arbitro: | Regely |

|                                              |           |  |
| Parits 6’ Kalb 58’ (rig.) Grabowski 73’, 77’ | Marcatori |  |

| Arbitro: | Picker |

|                             |           |                |
| Schütz 10’ (rig.), 16’, 27’ | Marcatori | 75’ Hölzenbein |

| Arbitro: | Schäfer |

|                            |           |  |
| Parits 25’ Kalb 79’ (rig.) | Marcatori |  |

| Arbitro: | Schulenburg |

|           |           |  |
| Budde 85’ | Marcatori |  |

| Arbitro: | Engel |

|                 |           |              |
| Kalb 28’ (rig.) | Marcatori | 52’ Sperlich |

| Arbitro: | Siepe |

|                      |           |  |
| Bründl 48’ Erler 68’ | Marcatori |  |

| Arbitro: | Gabor |

|                                      |           |  |
| Nickel 4’ Parits 53’ Kalb 64’ (rig.) | Marcatori |  |

| Arbitro: | Lutz |

|                                                                                |           |                        |
| Müller 22’ (rig.) Wittkamp 30’ Danner 63’, 70’ Heynckes 81’ (rig.), 89’ (rig.) | Marcatori | 1’ Konca 64’ Grabowski |

| Arbitro: | Hennig |

|           |           |  |
| Heese 43’ | Marcatori |  |

| Arbitro: | Schäfer |

|                                                 |           |                                          |
| Damjanoff 37’ (rig.) Jendrossek 57’ Brücken 62’ | Marcatori | 8’, 25’, 68’ Nickel 12’ (rig.) Grabowski |

| Arbitro: | Biwersi |

|                          |           |                       |
| Konca 8’, 56’ Parits 68’ | Marcatori | 76’ Wosab 84’ Walitza |

| Arbitro: | Fork |

|                                                 |           |                                               |
| Haug 41’ Handschuh 65’ Ettmayer 72’ (rig.), 78’ | Marcatori | 5’ Hölzenbein 39’ Nickel 83’ (rig.), 88’ Kalb |

| Arbitro: | Ohmsen |

|                                   |           |                 |
| Parits 3’ Hölzenbein 61’ Lutz 70’ | Marcatori | 56’, 58’ Müller |

| Arbitro: | Weyland |

|                                  |           |                |
| Siemensmeyer 37’ Weller 40’, 51’ | Marcatori | 35’ Hölzenbein |

| Arbitro: | Herden |

|                                  |           |           |
| Nickel 18’ (rig.) Hölzenbein 25’ | Marcatori | 49’ Dietz |

#### Girone di ritorno
| Arbitro: | Schröck |

|                                           |           |  |
| Nickel 5’ Weidle 47’ Parits 63’ Heese 86’ | Marcatori |  |

| Arbitro: | Herden |

|                    |           |            |
| Overath 69’ (rig.) | Marcatori | 10’ Nickel |

| Arbitro: | Bonacker |

|                                         |           |            |
| Höttges 56’ (rig.) Laumen 71’ Weist 74’ | Marcatori | 11’ Parits |

| Arbitro: | Zuchantke |

|                                               |           |                    |
| Heese 9’ Konca 16’, 28’ Weidle 53’ Nickel 74’ | Marcatori | 68’, 76’ Rieländer |

| Arbitro: | Meuser |

|                              |           |  |
| Lütkebohmert 40’ Fischer 72’ | Marcatori |  |

| Arbitro: | Dittmer |

|                                                 |           |                                    |
| Weidle 43’ Hölzenbein 45’ Parits 50’ Nickel 69’ | Marcatori | 52’ Biesenkamp 79’ (rig.) Lungwitz |

| Berlino 11 marzo 1972, ore 15:30 CET 24ª giornata | Hertha Berlino | 0 – 0 referto | Eintracht Francoforte | Stadio Olimpico (13 000 spett.)\| Arbitro: \| Hennig \| |
| Arbitro:                                          | Hennig         |               |                       |                                                         |

| Arbitro: | Eschweiler |

|           |           |                |
| Nickel 2’ | Marcatori | 21’ Haebermann |

| Arbitro: | Lutz |

|          |           |  |
| Hoff 81’ | Marcatori |  |

| Arbitro: | Basedow |

|                                        |           |  |
| Grabowski 23’ Heese 59’ Hölzenbein 66’ | Marcatori |  |

| Arbitro: | Weyland |

|           |           |           |
| Hošić 65’ | Marcatori | 17’ Heese |

| Arbitro: | Engel |

|                                                          |           |                              |
| Parits 3’, 19’ Heese 22’ Weidle 71’ Grabowski 75’ (rig.) | Marcatori | 26’ Roggensack 57’ Damjanoff |

| Arbitro: | Niemann |

|                               |           |                |
| Etterich 10’ Walitza 40’, 89’ | Marcatori | 23’ Hölzenbein |

| Arbitro: | Eschweiler |

|                                        |           |              |
| Konca 1’ Hölzenbein 8’, 58’ Parits 74’ | Marcatori | 62’ Weidmann |

| Arbitro: | Geng |

|                                                    |           |                                         |
| Zobel 8’, 72’ Beckenbauer 25’ Müller 47’, 68’, 77’ | Marcatori | 33’ Parits 55’ Grabowski 57’ Hölzenbein |

| Arbitro: | Siepe |

|                               |           |             |
| Kalb 8’, 59’ (rig.) Konca 74’ | Marcatori | 90’ Reimann |

| Arbitro: | Quindeau |

|  |           |            |
|  | Marcatori | 76’ Nickel |

### Coppa di Germania
| Arbitro: | Aldinger |

|           |           |  |
| Meyer 59’ | Marcatori |  |

| Arbitro: | Klauser |

|                                                             |           |             |
| Parits 21’ Reichel 44’ Nickel 47’, 49’ Heese 59’ Weidle 62’ | Marcatori | 73’ Drozdek |

| Arbitro: | Biwersi |

|                                                     |           |                      |
| Fevre 16’ Bonhof 62’ Wittkamp 69’ Nickel 75’ (aut.) | Marcatori | 47’ Nickel 49’ Konca |

| Arbitro: | Redelfs |

|                                         |           |                         |
| Weidle 31’ Grabowski 61’ Hölzenbein 75’ | Marcatori | 35’ Heynckes 81’ Netzer |

## Statistiche

### Statistiche di squadra
| Competizione      | Punti | In casa | In casa | In casa | In casa | In casa | In casa | In trasferta | In trasferta | In trasferta | In trasferta | In trasferta | In trasferta | Totale | Totale | Totale | Totale | Totale | Totale | DR  |
| Competizione      | Punti | G       | V       | N       | P       | Gf      | Gs      | G            | V            | N            | P            | Gf           | Gs           | G      | V      | N      | P      | Gf     | Gs     | DR  |
| ----------------- | ----- | ------- | ------- | ------- | ------- | ------- | ------- | ------------ | ------------ | ------------ | ------------ | ------------ | ------------ | ------ | ------ | ------ | ------ | ------ | ------ | --- |
| Bundesliga        | 39    | 17      | 14      | 3       | 0       | 50      | 17      | 17           | 2            | 4            | 11           | 21           | 44           | 34     | 16     | 7      | 11     | 71     | 61     | +10 |
| Coppa di Germania | -     | 2       | 2       | 0       | 0       | 9       | 3       | 2            | 0            | 0            | 2            | 2            | 5            | 4      | 2      | 0      | 2      | 11     | 8      | +3  |
| Totale            | 39    | 19      | 16      | 3       | 0       | 59      | 20      | 19           | 2            | 4            | 13           | 23           | 49           | 38     | 18     | 7      | 13     | 82     | 69     | +13 |

### Andamento in campionato
| Giornata  | 1  | 2  | 3 | 4  | 5  | 6  | 7  | 8  | 9  | 10 | 11 | 12 | 13 | 14 | 15 | 16 | 17 | 18 | 19 | 20 | 21 | 22 | 23 | 24 | 25 | 26 | 27 | 28 | 29 | 30 | 31 | 32 | 33 | 34 |
| --------- | -- | -- | - | -- | -- | -- | -- | -- | -- | -- | -- | -- | -- | -- | -- | -- | -- | -- | -- | -- | -- | -- | -- | -- | -- | -- | -- | -- | -- | -- | -- | -- | -- | -- |
| Luogo     | T  | C  | C | T  | C  | T  | C  | T  | C  | T  | C  | T  | C  | T  | C  | T  | C  | C  | T  | T  | C  | T  | C  | T  | C  | T  | C  | T  | C  | T  | C  | T  | C  | T  |
| Risultato | P  | N  | V | P  | V  | P  | N  | P  | V  | P  | V  | V  | V  | N  | V  | P  | V  | V  | N  | P  | V  | P  | V  | N  | N  | P  | V  | N  | V  | P  | V  | P  | V  | V  |
| Posizione | 16 | 16 | 9 | 15 | 10 | 12 | 11 | 12 | 10 | 12 | 11 | 10 | 9  | 9  | 8  | 9  | 8  | 5  | 5  | 8  | 5  | 7  | 5  | 6  | 5  | 7  | 5  | 5  | 5  | 5  | 5  | 6  | 5  | 5  |

Legenda:

Luogo: C = Casa; T = Trasferta. Risultato: V = Vittoria; N = Pareggio; P = Sconfitta.

### Statistiche dei giocatori
| Giocatore     | Bundesliga | Bundesliga | Bundesliga  | Bundesliga | Coppa di Germania | Coppa di Germania | Coppa di Germania | Coppa di Germania | Totale   | Totale | Totale      | Totale     |
| Giocatore     | Presenze   | Reti       | Ammonizioni | Espulsioni | Presenze          | Reti              | Ammonizioni       | Espulsioni        | Presenze | Reti   | Ammonizioni | Espulsioni |
| ------------- | ---------- | ---------- | ----------- | ---------- | ----------------- | ----------------- | ----------------- | ----------------- | -------- | ------ | ----------- | ---------- |
| F. Aust       | 10         | 0          | 0           | 0          | 0                 | 0                 | 0                 | 0                 | 10       | 0      | 0           | 0          |
| M. Diehl      | 0          | 0          | 0           | 0          | 2                 | 0                 | 0                 | 0                 | 2        | 0      | 0           | 0          |
| S. Feghelm    | 3          | 0          | 0           | 0          | 1                 | 0                 | 0                 | 0                 | 4        | 0      | 0           | 0          |
| J. Grabowski  | 26         | 8          | 0           | 0          | 1                 | 1                 | 0                 | 0                 | 27       | 9      | 0           | 0          |
| H. Heese      | 32         | 6          | 0           | 0          | 4                 | 1                 | 0                 | 0                 | 36       | 7      | 0           | 0          |
| W. Hofmann    | 0          | 0          | 0           | 0          | 0                 | 0                 | 0                 | 0                 | 0        | 0      | 0           | 0          |
| J. Hofmeister | 0          | 0          | 0           | 0          | 0                 | 0                 | 0                 | 0                 | 0        | 0      | 0           | 0          |
| B. Hölzenbein | 34         | 12         | 0           | 0          | 4                 | 1                 | 0                 | 0                 | 38       | 13     | 0           | 0          |
| J. Kalb       | 20         | 8          | 0           | 0          | 3                 | 0                 | 0                 | 0                 | 23       | 8      | 0           | 0          |
| U. Kliemann   | 0          | 0          | 0           | 0          | 0                 | 0                 | 0                 | 0                 | 0        | 0      | 0           | 0          |
| E. Konca      | 25         | 7          | 0           | 0          | 2                 | 1                 | 0                 | 0                 | 27       | 8      | 0           | 0          |
| W. Kraus      | 1          | 0          | 0           | 0          | 0                 | 0                 | 0                 | 0                 | 1        | 0      | 0           | 0          |
| R. Krauth     | 0          | 0          | 0           | 0          | 0                 | 0                 | 0                 | 0                 | 0        | 0      | 0           | 0          |
| P. Kunter     | 32         | 0          | 0           | 0          | 3                 | 0                 | 0                 | 0                 | 35       | 0      | 0           | 0          |
| C. Körbel     | 0          | 0          | 0           | 0          | 0                 | 0                 | 0                 | 0                 | 0        | 0      | 0           | 0          |
| F. Lutz       | 32         | 1          | 0           | 0          | 4                 | 0                 | 0                 | 0                 | 36       | 1      | 0           | 0          |
| J. Markert    | 0          | 0          | 0           | 0          | 0                 | 0                 | 0                 | 0                 | 0        | 0      | 0           | 0          |
| B. Nickel     | 28         | 13         | 0           | 1          | 3                 | 3                 | 0                 | 0                 | 31       | 16     | 0           | 1          |
| T. Parits     | 31         | 12         | 0           | 0          | 4                 | 1                 | 0                 | 0                 | 35       | 13     | 0           | 0          |
| P. Reichel    | 28         | 0          | 0           | 0          | 4                 | 1                 | 0                 | 0                 | 32       | 1      | 0           | 0          |
| K. Ritter     | 0          | 0          | 0           | 0          | 0                 | 0                 | 0                 | 0                 | 0        | 0      | 0           | 0          |
| T. Rohrbach   | 31         | 0          | 0           | 0          | 4                 | 0                 | 0                 | 0                 | 35       | 0      | 0           | 0          |
| D. Rudolf     | 0          | 0          | 0           | 0          | 0                 | 0                 | 0                 | 0                 | 0        | 0      | 0           | 0          |
| L. Schämer    | 11         | 0          | 0           | 0          | 0                 | 0                 | 0                 | 0                 | 11       | 0      | 0           | 0          |
| K. Stahl      | 4          | 0          | 0           | 0          | 1                 | 0                 | 0                 | 0                 | 5        | 0      | 0           | 0          |
| G. Trinklein  | 30         | 0          | 0           | 1          | 4                 | 0                 | 0                 | 0                 | 34       | 0      | 0           | 1          |
| D. Ungewitter | 7          | 0          | 0           | 0          | 0                 | 0                 | 0                 | 0                 | 7        | 0      | 0           | 0          |
| R. Weidle     | 15         | 4          | 0           | 0          | 4                 | 2                 | 0                 | 0                 | 19       | 6      | 0           | 0          |
| G. Wienhold   | 0          | 0          | 0           | 0          | 0                 | 0                 | 0                 | 0                 | 0        | 0      | 0           | 0          |
| K. Wirth      | 20         | 0          | 0           | 0          | 3                 | 0                 | 0                 | 0                 | 23       | 0      | 0           | 0          |